# Liste der Monuments historiques in Varennes-sur-Amance
Die Liste der Monuments historiques in Varennes-sur-Amance führt die Monuments historiques in der französischen Gemeinde Varennes-sur-Amance auf.

## Liste der Immobilien
| Bezeichnung          | Beschreibung                       | Standort                      | Kennzeichnung | Schutzstatus | Datum | Bild           |
| -------------------- | ---------------------------------- | ----------------------------- | ------------- | ------------ | ----- | -------------- |
| Maison Garnier       | offener Kamin, 16. Jahrhundert     | 2bis place de l’Église (Lage) | PA00079252    | Inscrit      | 1926  |                |
| Kirche St-Gengoulf   | ab dem späten 13. Jahrhundert      | Place de l’Église (Lage)      | PA00079250    | Inscrit      | 1925  | weitere Bilder |
| Mairie               | Renaissanceportal, 16. Jahrhundert | 3 place de l’Église (Lage)    | PA00079251    | Inscrit      | 1925  | weitere Bilder |
| Kapelle St-Gengoulph | aus dem 16. Jahrhundert            | Rue Saint-Jeangon (Lage)      | PA00079248    | Inscrit      | 1972  | weitere Bilder |

## Liste der Objekte
| Bezeichnung                           | Beschreibung                                        | Standort                           | Kennzeichnung | Schutzstatus | Datum | Bild |
| ------------------------------------- | --------------------------------------------------- | ---------------------------------- | ------------- | ------------ | ----- | ---- |
| Offener Kamin                         | Kalkstein, zweites Viertel des 16. Jahrhunderts     | in der Mairie (Lage)               | PM52001164    | Classé       | 1974  |      |
| Skulptur Heiliger Gangolf             | Holz, farbig gefasst und vergoldet, 18. Jahrhundert | in der Kirche St-Gengoulf (Lage)   | PM52001162    | Classé       | 1973  |      |
| Skulpturengruppe Unterweisung Mariens | Holz, farbig gefasst, 17. Jahrhundert               | in der Kirche St-Gengoulf (Lage)   | PM52001161    | Classé       | 1973  |      |
| Relief Kreuzigungsgruppe              | Stein, zweites Viertel des 16. Jahrhunderts         | in der Kapelle St-Gengoulph (Lage) | PM52001163    | Classé       | 1965  |      |